# Raffaele Pucci
Raffaele Pucci (Nocera Inferiore, 14 novembre 1906 – 9 dicembre 1959) è stato un politico e medico italiano.

## Biografia
Medico tisiologo, è direttore del Dispensario antitubercolare di Nocera Inferiore. Impegnato in politica con la Democrazia Cristiana, è prima consigliere comunale a Nocera Inferiore e poi consigliere provinciale di Salerno. Diventa Senatore della Repubblica il 25 maggio 1958, restando in carica fino alla morte, il 9 dicembre 1959, quando viene sostituito a Palazzo Madama dal collega Vincenzo Indelli.
Era sposato con Magdala Dini Ciacci, figlia del magistrato Ercole Dini Ciacci e di Margherita Siano.
L'istituto ITE R.Pucci di Nocera Inferiore è intitolato a lui.